# The Pages Conservation Park
The Pages Conservation Park är en park i Australien. Den ligger i delstaten South Australia, omkring 97 kilometer söder om delstatshuvudstaden Adelaide.
Trakten är glest befolkad. Det finns inga samhällen i närheten.